# Чинейское месторождение
Чинейское месторождение — месторождение ванадийсодержащих титаномагнетитовых руд, находящееся в Каларском районе Забайкальского края в 45 км от поселка и станции Новая Чара. По прогнозным данным считается одним из крупнейших месторождений ванадийсодержащих титаномагнетитовых руд в России и самым крупным в мире ресурсом ванадия, причем с уникальным высоким уровнем содержания ванадия до 0,5 %. 75 % этого объема могут быть добыты открытым способом. По состоянию на 2024 год не разрабатывается.

## Разведка и освоение
Впервые Чинейское месторождение было обнаружено в экспедиции 1938–1940г в районе Кадаро-Удоканского прогиба геологами, изыскателями «БАМпроекта» Михаилом Ивановичем Петрусевичем и его супругой Людмилой Ивановной Казик в рамках исследования трассы одного из вариантов прокладки БАМа.
В 1954 году была создана Чинейская партия Удоканской экспедиции, сведения о массиве накапливались про проведении геолого-съемочных и поисковых работ. К 1966 году была проведена оценка железотитанованадиевой минерализации, затем медной, в 1978 году — оценка благороднометального потенциала. В 1996 году были отгружены первые промышленные пробы.
С 1993 года лицензией на освоение месторождения владеет компания «Забайкалстальинвест», лицензии были продлены до 2023 года.
В 1998—2001 на средства Министерства Путей Сообщения была построена железнодорожная ветка Чара — Чина длиной 72 км, из которой 42 км были введены в эксплуатацию.
Осенью 2001 по железной дороге года в Коршуновский горно-обогатительный комбинат поступила первая партия руды из Чинейского месторождения. Это был первый и одновременно последний состав.

### Состояние месторождения
Несмотря на построенную инфраструктуру добычи, проложенную железнодорожную дорогу от поселка Чара, возведенный вахтовый поселок Чина и доставленное оборудование, разработка месторождения так и не началась. Существует два участка разработки руды — «Магнитный» и «Рудный». В 2005—2006 годы была проведена доразведка и оценка рудных запасов, был составлен план строительства собственного медного горно-обогатительного комбината на участке «Рудный».
В 2011 году представители «Забайкалстальинвеста» указывали, что месторождение не может начать работу из-за недостаточной инфраструктуры. Подъездные ж\д пути к этому времени уже частично разрушились, насыпь во многих местах просела. Кроме того, существующая система энергоснабжения не может удовлетворить потребностей объекта с суммарной расчетной нагрузкой 156—200 МВт. Вторая проблема в том, что компания не видит достаточно развитых технологий промышленной переработки чинейских ванадийсодержащих титаномагнетитовых руд с извлечением из них всех компонентов — ванадия, титана и железа. При содержании оксидов титана в руде свыше 4 % обычные методы металлургической доменной плавки не могут быть использованы. Компания начала разработку собственной технологии переработки руды с привлечением широкого круга экспертов.
На начало 2018 года у компании так и не появилась достаточно прогрессивной технологии которая позволяла бы получать не только железо и ванадий, как это возможно, но еще и титан. «Забайкалстальинвест» продолжает разработку этой технологии с одним из сибирских институтов. С 2004 по 2020 годы «Забайкалстальинвест» потратил на геологоразведку Чинейского месторождения более 865 миллионов рублей.

## Железнодорожная ветка Новая Чара — Чина

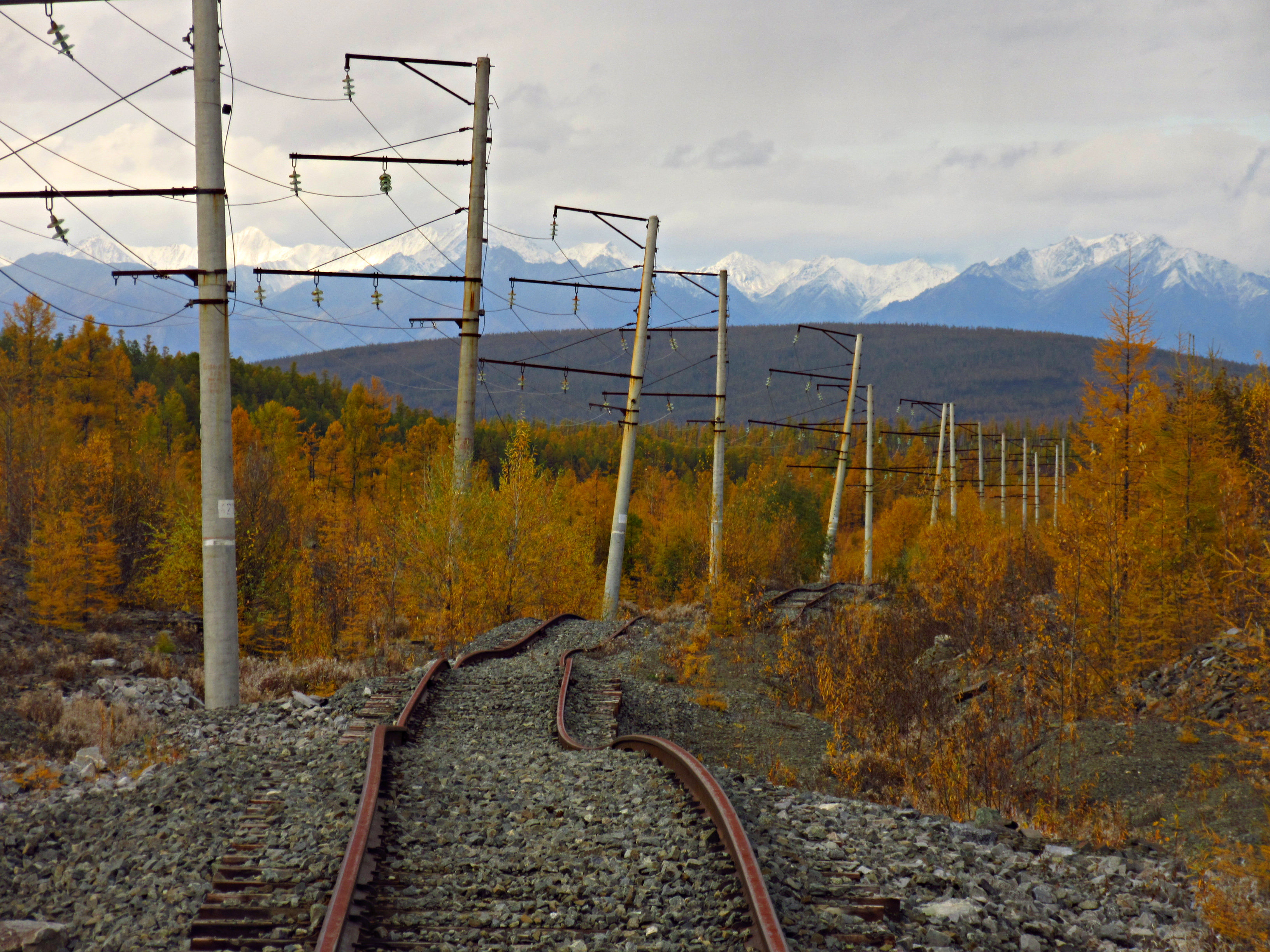
Железная дорога Новая Чара —Чина. Пути в Чарской впадине
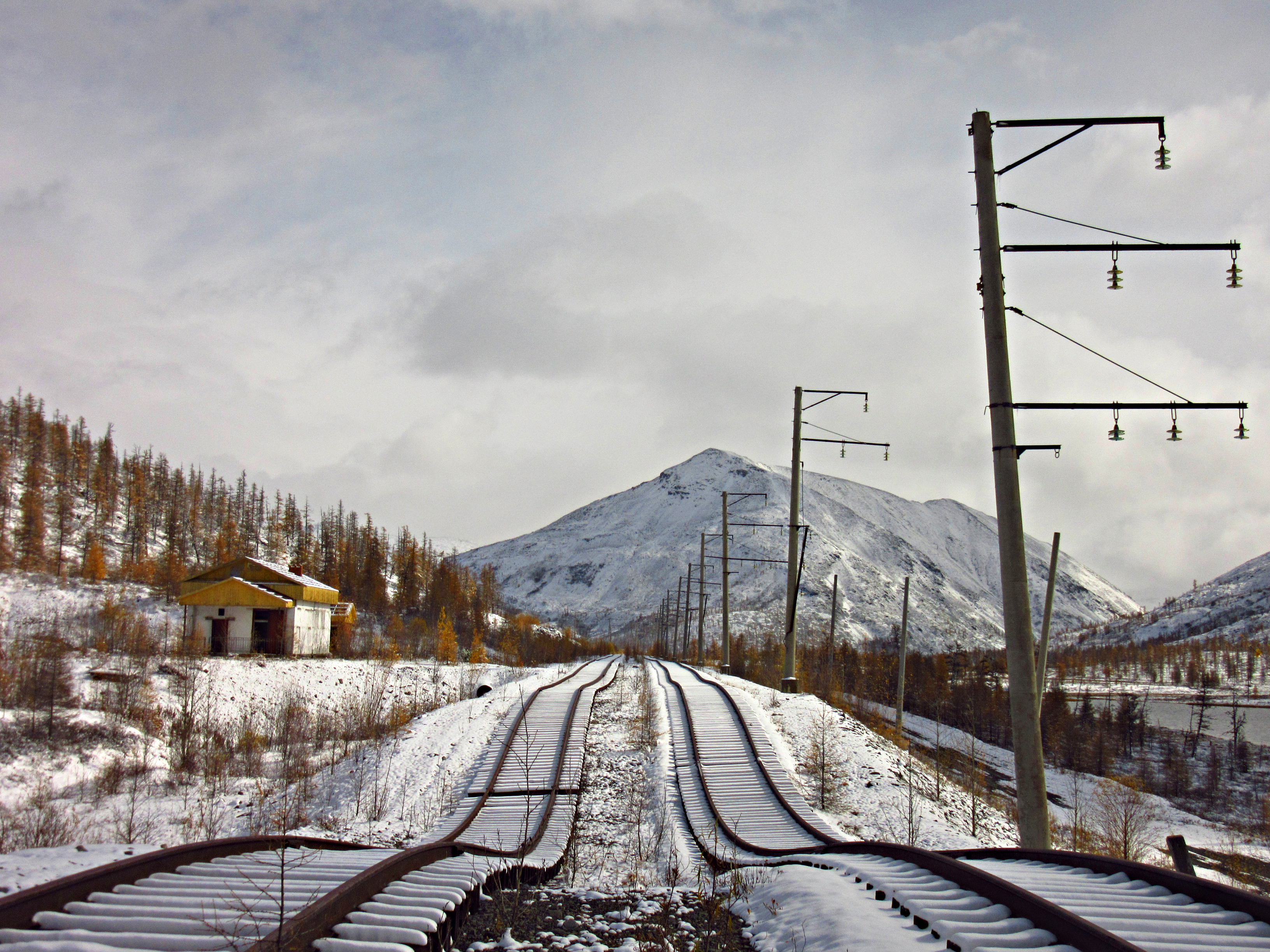
Разъезд 60 км ветки Новая Чара

Железнодорожная ветка идет от станции Новая Чара на юг до истока реки Правая Чина, где расположен Чинейский участок, ветка проходит в 13 км от Удоканского медного месторождения. На протяжении этого участка возведены, горные галереи, тоннели, мосты. Длинный мост через ручей ущелистый выполнен по той же технологии, что и Чертов мост на Северомуйском обходе БАМа. Строительство ветки длиной 72 км велось Восточно-Сибирской железной дорогой, подразделением ОАО «РЖД» с 1998 по 2001 год. В 2005 году «РЖД» отчиталась о том, что в эксплуатацию введено 42 км подъездных путей. Ветку называли «вторым БАМом», отмечая, что рельеф для строительства был гораздо сложнее, чем на БАМе из-за большого перепада высот и наличию вечномерзлых скальных грунтов. По некоторым данным разъезд 60-го километра на этой ветке может считаться одной из самых высокогорных железнодорожных станций в России — 1650 м над уровнем моря. В строительство ветки по словам Владимира Якунина было вложено более 7 млрд рублей.
Использовалась эта ветка только до 2008 года, и то только участок до 26 километра, куда вагонами доставляли стройматериалы и оборудование для строительства ГОКа, дальше груз везли грузовыми автомобилями, а вагоны возвращались порожняком.
В настоящее время ветка не используется. Некоторые участки разрушены из-за высокого перепада температур, часть полотна завалена оползнем. Дальше 42 км часть полотна так и не была проложена, на месте лежат стройматериалы.

## Вахтовый поселок Чина

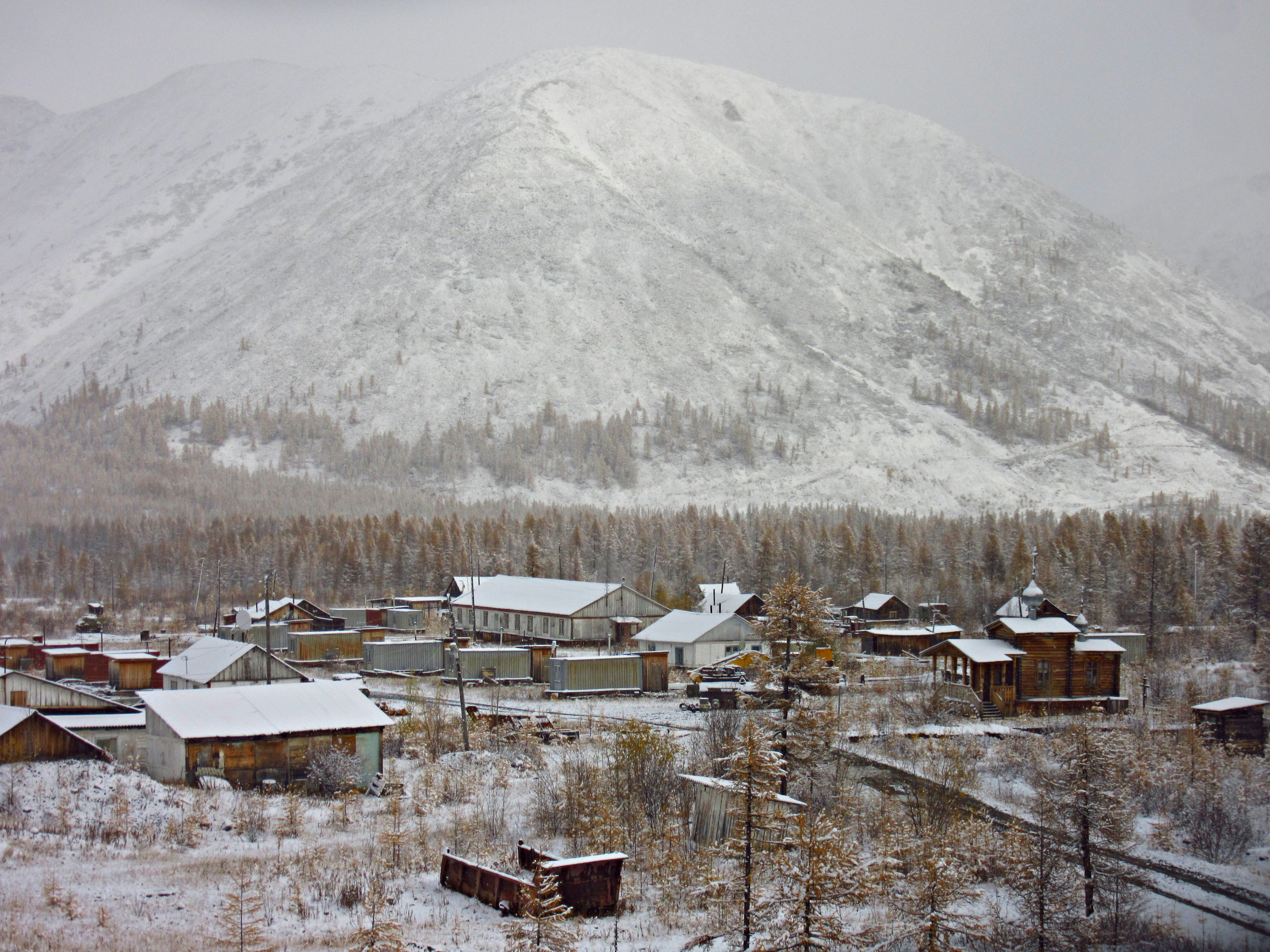
Законсервированный поселок Чина, Забайкальский край

Для обслуживания нужд добычи и производства был построен небольшой вахтовый поселок Чина. Были возведены жилые дома, административные помещения, двухэтажный ж\д вокзал, небольшая деревянная церковь. Но так как меторождение так и не начало разрабатываться, а ГОК не был построен, после того, как все строительные работы были выполнены, поселок опустел. Сейчас он законсервирован и охраняется службой безопасности «Забайкалстальинвеста».